# Daniela Aedo
Daniela Aedo Santana (Ciudad de México, 12 de febrero de 1995) es una actriz, cantante y compositora mexicana. Se dio a conocer por su trabajo en Televisa al protagonizar varias telenovelas infantiles, incluida Carita de ángel.

## Carrera
En 1999, a los cuatro años de edad, hizo una audición para participar en una telenovela infantil y, de entre miles de niñas, fue elegida para protagonizar Carita de ángel, producción de Nicandro Díaz, al lado de Lisette Morelos, Miguel de León y Nora Salinas.
En 2000, realizó una participación especial en la telenovela Atrévete a olvidarme, producción de Roberto Hernández Vázquez, en el papel de Andrea (niña).
En 2002, participó en su segunda exitosa telenovela infantil, llamada ¡Vivan los niños!, producción de Nicandro Díaz, al lado de Andrea Legarreta. 
En 2005, intervino en la telenovela Contra viento y marea, donde una vez más interpretó el papel de Sandra (niña).
Para el 2008, después de un largo período de inactividad, regresa a las telenovelas con una participación especial en Mi pecado, producción de Juan Osorio.
Se dedica a sus estudios y recreaciones, pues es guitarrista, cantante y compositora. En 2013 fue aceptada en el Berklee College of Music.
Lleva dos conciertos en Latinoamérica hasta ahora. Uno en la Ciudad de México, en el foro Bataclán, y otro en Buenos Aires, Argentina, en Mediterránea Café Teatro, presentando canciones originales de su próximo disco, y presentando su próximo sencillo. En su canal de YouTube, ha hablado de su trayectoria artística y sus estudios musicales, y asimismo, recomienda la lectura de significativas obras literarias y crecimiento personal.
A causa de la pandemia de COVID-19, se vio obligada a dar sus conciertos en su canal de YouTube debido a las medidas de confinamiento que se vivió a nivel mundial.
En 2024 regresa a las telenovelas como parte de ‘Papás por Conveniencia’ y debuta también en los realities como participante de ‘Las Estrellas Bailan En Hoy’.

## Trayectoria
| Año         | Trayectoria                  | Personaje                       |
| ----------- | ---------------------------- | ------------------------------- |
| 2000 - 2001 | Carita de ángel              | Dulce María Larios              |
| 2001        | Atrévete a olvidarme         | Andrea Rosales, la Guapa (niña) |
| 2002        | La familia P. Luche          | Maite                           |
| 2002 - 2003 | ¡Vivan los niños!            | Marisol Luna                    |
| 2003        | Velo de novia                | Andrea Paz González (niña)      |
| 2002 - 2004 | Mujer, casos de la vida real | Varios personajes               |
| 2005        | Contra viento y marea        | Sandra Serrano Rudell (niña)    |
| 2006        | Plaza Sésamo                 | Dany                            |
| 2009        | Mi pecado                    | Lucrecia Córdoba Pedraza (niña) |
| 2017 - 2018 | Como dice el dicho           | Varios personajes               |
| 2017        | Cuatro vidas                 | Vianey Albarrán Urquiza         |
| 2018        | Esta historia me suena       | Mireya                          |
| 2022        | Una sombra entre los dos     | Marina Soler                    |
| 2024        | Papás por conveniencia       | Ella misma                      |
| 2025        | Estatuas de Arena            | Luana Vallado Diaz              |

Cine
| Año  | Trayectoria                        | Personaje                                 |
| ---- | ---------------------------------- | ----------------------------------------- |
| 2018 | El cascanueces y los cuatro reinos | Louise Stahlbaum (voz para Latinoamérica) |

## Discos
- Tierra de coyotes (2020)
- Frágil (sencillo) (2019)
- Tinta negra (sencillo) (2019)
- Invisibles (sencillo) (2019)
- Cicatrizte (sencillo) (2018)
- Voy a ti (sencillo) (2017)
- ¡Vivan los niños! (2002)
- Carita de ángel (2001)

## Premios y nominaciones

### Premios TVyNovelas
| Año  | Categoría                          | Trabajo nominado  | Resultado |
| ---- | ---------------------------------- | ----------------- | --------- |
| 2000 | Mejor actriz infantil              | Carita de ángel   | Nominada  |
| 2002 | Premio especial animación infantil | ¡Vivan los niños! | Ganadora  |

### Premios INTE
| Año  | Categoría                | Trabajo nominado  | Resultado |
| ---- | ------------------------ | ----------------- | --------- |
| 2001 | Talento infantil del año | Carita de ángel   | Ganadora  |
| 2002 | Talento infantil del año | ¡Vivan los niños! | Nominada  |